# Fjärestad väst
Fjärestad väst är en bebyggelse i Helsingborgs kommun i Fjärestads socken och är belägen väster om Fjärestad. Området är av SCB från 2023 avgränsat till en småort.